# 2012 NBA Draft
2012 NBA Draft odbył się 28 czerwca 2012 roku w Prudential Center w Newark w stanie New Jersey. Rozpoczął się o godzinie 19:00 czasu wschodnioamerykańskiego i był transmitowany na terenie całych Stanów Zjednoczonych przez stacje ESPN. W tym drafcie zespoły National Basketball Association (NBA) wybierały spośród graczy opuszczających amerykańskie uniwersytety oraz innych uprawnionych zawodników, w tym też spoza Stanów Zjednoczonych.

## Zasady kwalifikowania
Draft został prowadzony zgodnie z założeniami zawartymi w umowie zbiorowej z 2005 roku, pomiędzy unią koszykarzy a władzami ligi, czyli tak zwanym CBA. Podczas lokautu w 2011 roku zostało zawarte nowe CBA, jednak nie dokonano wówczas żadnych zmian związanych z kryteriami kwalifikowania zawodników. Zasady kwalifikowania zawodników do draftu National Basketball Association 2012 są następujące:
- Wszyscy zawodnicy biorący udział w drafcie muszą mieć ukończone kalendarzowo 19 lat w trakcie roku odbywania się draftu[2]. Uczestnicy draftu National Basketball Association 2012 muszą być urodzeni przed lub w dniu 31 grudnia 1993 roku[2].
- Każdy zawodnik (oprócz zawodników międzynarodowych, jak nazwano koszykarzy spoza Stanów Zjednoczonych), tak jak określono w umowie zbiorowej, musi spędzić co najmniej rok w szkole wyższej, uniwersytecie lub college’u przed udziałem w drafcie[2]. Graczami spoza Stanów Zjednoczonych określa się osoby, które, od co najmniej trzech lat nie mieszkały na stałe na terytorium USA oraz nie ukończyły ani amerykańskiej szkoły średniej, ani nigdy nie zapisały się na amerykański uniwersytet bądź college[3].

Podstawowym wymogiem kwalifikowania zawodników amerykańskich jest ich udział w rozgrywkach akademickich (NCAA). Gracze, którzy spełniają wymogi CBA dotyczące „międzynarodowego zawodnika” są kwalifikowani automatycznie, gdy mają w roku rozgrywania draftu ukończone, co najmniej dwadzieścia dwa lata (w przypadku draftu 2012 zawodnicy muszą być urodzeni przed lub dnia 31 grudnia 1990 roku). Amerykańscy zawodnicy, którzy ukończyli szkołę średnią, oraz minimum rok grali w innej lidze są automatycznie uprawnieni do zgłoszenia.
Zawodnik, który nie spełnia kryteriów kwalifikacji może zgłosić się do draftu poprzez wysłanie listu do zarządu National Basketball Association, nie mniej niż 60 dni przed draftem (dla draftu 2012 dzień ten minął 29 kwietnia 2012 roku). Zgodnie z przepisami NCAA, zawodnicy będą mieli czas do 10 kwietnia na wycofanie się z draftu i powrót do rozgrywek akademickich.
Zawodnik, który zatrudnił agenta stracił możliwość powrotu do NCAA, niezależnie od tego czy zostanie w drafcie wybrany. Mimo iż CBA pozwala zgłoszonemu na dwukrotne wycofanie się z draftu, zgodnie z zasadami NCAA zawodnik ten po dwukrotnym wycofaniu się, traci możliwość powrotu do rozgrywek akademickich.

## Loteria draftowa
Pierwsze czternaście wyborów w drafcie przyznawane jest zespołom, które nie zakwalifikowały się do rozgrywek poza sezonowych. Między nimi prowadzona jest loteria. W loterii losowane są trzy pierwsze wybory w drafcie. Pozostałe numery w  pierwszej i w drugiej rundzie draftu przyznawane są zespołom w odwrotnej kolejności do osiągniętego przez nie bilansu w sezonie regularnym.
Loteria przed draftem National Basketball Association 2012 odbyła się dnia 28 maja 2012 roku w Disney/ABC Times Square Studio w Nowym Jorku. Prawa do pierwszego ogólnego wyboru trafiły do New Orleans Hornets. W trakcie losowania właścicielami Hornets była sama liga NBA, przez co zaczęto wątpić w rzetelność losowania.
Poniższa tabela przedstawia szansę poszczególnych zespołów na wylosowanie poszczególnych numerów.
|  | Wynik loterii |

| Zespół                 | Bilans w sezonie 2011/12 | Piłek w loterii | Wybór | Wybór | Wybór | Wybór | Wybór | Wybór | Wybór | Wybór | Wybór | Wybór | Wybór | Wybór | Wybór | Wybór |
| Zespół                 | Bilans w sezonie 2011/12 | Piłek w loterii | 1     | 2     | 3     | 4     | 5     | 6     | 7     | 8     | 9     | 10    | 11    | 12    | 13    | 14    |
| ---------------------- | ------------------------ | --------------- | ----- | ----- | ----- | ----- | ----- | ----- | ----- | ----- | ----- | ----- | ----- | ----- | ----- | ----- |
| Charlotte Bobcats      | 7-59                     | 250             | 25,0% | 21,5% | 17,7% | 35,8% | –     | –     | –     | –     | –     | –     | –     | –     | –     | –     |
| Washington Wizards     | 20-46                    | 199             | 19,9% | 18,8% | 17,1% | 31,9% | 12,4% | –     | –     | –     | –     | –     | –     | –     | –     | –     |
| Cleveland Cavaliers    | 21-45                    | 138             | 13,8% | 14,3% | 14,5% | 23,8% | 29,0% | 4,6%  | –     | –     | –     | –     | –     | –     | –     | –     |
| New Orleans Hornets    | 21-45                    | 137             | 13,7% | 14,1% | 14,5% | 8,5%  | 32,3$ | 15,6# | 1,3%  | –     | –     | –     | –     | –     | –     | –     |
| Sacramento Kings       | 22-44                    | 76              | 7,6%  | 8,4%  | 9,5%  | –     | 26,2% | 38,5% | 9,4%  | 0,4%  | –     | –     | –     | –     | –     | –     |
| Portland Trail Blazers | 28-38                    | 75              | 7,5%  | 8,3%  | 9,4%  | –     | –     | 41,4% | 29,4% | 3,9%  | 0,1%  | –     | –     | –     | –     | –     |
| Golden State Warriors  | 23-43                    | 36              | 3,6%  | 4,2%  | 4,9%  | –     | –     | –     | 60,0% | 25,3% | 2,1%  | 0%    | –     | –     | –     | –     |
| Toronto Raptors        | 23-43                    | 35              | 3,5%  | 4,0%  | 4,8%  | –     | –     | –     | –     | 70,4% | 16,5% | 0,8%  | 0%    | –     | –     | –     |
| Detroit Pistons        | 25-41                    | 17              | 1,7%  | 2,0%  | 2,4   | –     | –     | –     | –     | –     | 81,3% | 12,2% | 0,4%  | 0%    | –     | –     |
| New Orleans Hornets    | 26-40                    | 11              | 1,1%  | 1,3%  | 1,6%  | –     | –     | –     | –     | –     | –     | 87,0% | 8,9%  | 0,2%  | 0%    | –     |
| Portland Trail Blazers | 28-38                    | 8               | 0,8%  | 0,9%  | 1,2%  | –     | –     | –     | –     | –     | –     | –     | 90,7% | 6,3%  | 0,1%  | 0%    |
| Milwaukee Bucks        | 31-35                    | 7               | 0,7%  | 0,8%  | 1,0%  | –     | –     | –     | –     | –     | –     | –     | –     | 93,5% | 3,9%  | 0%    |
| Phoenix Suns           | 33-33                    | 6               | 0,6%  | 0,7%  | 0,9%  | –     | –     | –     | –     | –     | –     | –     | –     | –     | 96,0% | 1,8%  |
| Houston Rockets        | 34-32                    | 5               | 0,5%  | 0,6%  | 0,7%  | –     | –     | –     | –     | –     | –     | –     | –     | –     | –     | 98,2% |

1. ↑  Brooklyn Nets wymienili swój wybór w drafcie, chroniąc go w pierwszej trójce, w wymianie do Portland Trail Blazers. Dlatego też wybór wędruje do Blazers.
2. ↑  Wybór Golden State Warriors był strzeżony w pierwszej siódemce. Dlatego też pozostał w zespole Warriors.
3. ↑  Wybór Minnesota Timberwolves został wymieniony do New Orleans Hornets przez Los Angeles Clippers

## Zaproszeni uczestnicy
National Basketball Association co roku zaprasza od 10 do 15 uczestników draftu do tak zwanego „green roomu”, specjalnego pokoju w miejscu odbywania się draftu, gdzie siedzą zaproszeni zawodnicy, ich rodziny i agenci. W tym roku zostali zaproszeni następujący gracze (lista w kolejności alfabetycznej).
- Harrison Barnes
- Bradley Beal
- Anthony Davis
- Andre Drummond
- John Henson
- Michael Kidd-Gilchrist
- Jeremy Lamb
- Meyers Leonard
- Damian Lillard
- Austin Rivers
- Thomas Robinson
- Terrence Ross
- Dion Waiters
- Tyler Zeller

## Draft
| PG | Rozgrywający | SG | Rzucający obrońca | SF | Niski skrzydłowy | PF | Silny skrzydłowy | C | Środkowy |

| * | Zawodnicy, którzy zostali wybrani do All-Star Game i All-NBA Team |
| + | Zawodnicy, którzy zostali wybrani do All-Star Game                |
| x | Zawodnicy, którzy zostali wybrani do All-NBA Team                 |

| Runda | Wybór | Zawodnik               | Pozycja | Narodowość           | Zespół                                                            | Szkoła/Poprzedni zespół       |
| ----- | ----- | ---------------------- | ------- | -------------------- | ----------------------------------------------------------------- | ----------------------------- |
| 1     | 1     | Anthony Davis          | PF      | Stany Zjednoczone    | New Orleans Hornets                                               | Kentucky (Fr.)                |
| 1     | 2     | Michael Kidd-Gilchrist | SF      | Stany Zjednoczone    | Charlotte Bobcats                                                 | Kentucky (Fr.)                |
| 1     | 3     | Bradley Beal           | SG      | Stany Zjednoczone    | Washington Wizards                                                | Florida (Fr.)                 |
| 1     | 4     | Dion Waiters           | SG      | Stany Zjednoczone    | Cleveland Cavaliers                                               | Syracuse (So.)                |
| 1     | 5     | Thomas Robinson        | PF      | Stany Zjednoczone    | Sacramento Kings                                                  | Kansas (Jr.)                  |
| 1     | 6     | Damian Lillard         | PG      | Stany Zjednoczone    | Portland Trail Blazers (z Brooklyn)                               | Weber State (Jr.)             |
| 1     | 7     | Harrison Barnes        | SF      | Stany Zjednoczone    | Golden State Warriors                                             | North Carolina (So.)          |
| 1     | 8     | Terrence Ross          | SG      | Stany Zjednoczone    | Toronto Raptors                                                   | Washington (So.)              |
| 1     | 9     | Andre Drummond         | C       | Stany Zjednoczone    | Detroit Pistons                                                   | Connecticut (Fr.)             |
| 1     | 10    | Austin Rivers          | SG      | Stany Zjednoczone    | New Orleans Hornets (z Minnesota przez L.A. Clippers)             | Duke (Fr.)                    |
| 1     | 11    | Meyers Leonard         | C       | Stany Zjednoczone    | Portland Trail Blazers                                            | Uniwersytet Illinois (So.)    |
| 1     | 12    | Jeremy Lamb            | SG      | Stany Zjednoczone    | Houston Rockets (z Milwaukee)                                     | Connecticut (So.)             |
| 1     | 13    | Kendall Marshall       | PG      | Stany Zjednoczone    | Phoenix Suns                                                      | North Carolina (So.)          |
| 1     | 14    | John Henson            | PF      | Stany Zjednoczone    | Milwaukee Bucks (z Houston)                                       | North Carolina (Jr.)          |
| 1     | 15    | Maurice Harkless       | SF      | Stany Zjednoczone    | Philadelphia 76ers                                                | St. John’s (Fr.)              |
| 1     | 16    | Royce White            | PF      | Stany Zjednoczone    | Houston Rockets (z New York)                                      | Iowa State (So.)              |
| 1     | 17    | Tyler Zeller           | C       | Stany Zjednoczone    | Dallas Mavericks                                                  | North Carolina                |
| 1     | 18    | Terrence Jones         | PF      | Stany Zjednoczone    | Houston Rockets (z Utah przez Minnesota)                          | Kentucky (Fr.)                |
| 1     | 19    | Andrew Nicholson       | PF      | Kanada               | Orlando Magic                                                     | St. Bonaventure (Sr.)         |
| 1     | 20    | Evan Fournier          | SG      | Francja              | Denver Nuggets                                                    | Poitiers Basket 86 (Francja)  |
| 1     | 21    | Jared Sullinger        | PF      | Stany Zjednoczone    | Boston Celtics                                                    | Uniwersytet Stanu Ohio (So.)  |
| 1     | 22    | Fab Melo               | C       | Brazylia             | Boston Celtics (z L.A. Clippers przez Oklahoma City)              | Syracuse (So.)                |
| 1     | 23    | John Jenkins           | SG      | Stany Zjednoczone    | Atlanta Hawks                                                     | Uniwersytet Vanderbilta (Jr.) |
| 1     | 24    | Jared Cunningham       | PG      | Stany Zjednoczone    | Cleveland Cavaliers (z L.A. Lakers oddany do Dallas Mavericks)    | Oregon State (Jr.)            |
| 1     | 25    | Tony Wroten            | PG      | Stany Zjednoczone    | Memphis Grizzlies                                                 | Washington (Fr.)              |
| 1     | 26    | Miles Plumlee          | PF      | Stany Zjednoczone    | Indiana Pacers                                                    | Duke (Sr.)                    |
| 1     | 27    | Arnett Moultrie        | PF      | Stany Zjednoczone    | Miami Heat (oddany do Sixers)                                     | Mississippi State (Jr.)       |
| 1     | 28    | Perry Jones III        | PF      | Stany Zjednoczone    | Oklahoma City Thunder                                             | Baylor (So.)                  |
| 1     | 29    | Marquis Teague         | PG      | Stany Zjednoczone    | Chicago Bulls                                                     | Kentucky (Fr.)                |
| 1     | 30    | Festus Ezeli           | C       | Nigeria              | Golden State Warriors (z San Antonio)                             | Uniwersytet Vanderbilta (Jr.) |
| 2     | 31    | Jeffrey Taylor         | SG      | Szwecja              | Charlotte Bobcats                                                 | Uniwersytet Vanderbilta (Sr.) |
| 2     | 32    | Tomáš Satoranský       | SG      | Czechy               | Washington Wizards                                                | CB Sevilla (Hiszpania)        |
| 2     | 33    | Bernard James          | PF      | Stany Zjednoczone    | Cleveland Cavaliers (oddany do Dallas)                            | Florida State (Sr.)           |
| 2     | 34    | Jae Crowder            | SF      | Stany Zjednoczone    | Cleveland Cavaliers (z New Orleans przez Miami, oddany do Dallas) | Marquette (Sr.)               |
| 2     | 35    | Draymond Green         | PF      | Stany Zjednoczone    | Golden State Warriors (z Brooklyn)                                | Michigan State (Sr.)          |
| 2     | 36    | Orlando Johnson        | SG      | Stany Zjednoczone    | Sacramento Kings (oddany do Indiany                               | UC Santa Barbara (Sr.)        |
| 2     | 37    | Quincy Acy             | PF      | Stany Zjednoczone    | Toronto Raptors                                                   | Baylor (Sr.)                  |
| 2     | 38    | Quincy Miller          | PF      | Stany Zjednoczone    | Denver Nuggets (z Golden State przez New York)                    | Baylor (Fr.)                  |
| 2     | 39    | Khris Middleton        | SF      | Stany Zjednoczone    | Detroit Pistons                                                   | Texas A&M (Jr.)               |
| 2     | 40    | Will Burton            | PG      | Stany Zjednoczone    | Portland Trail Blazers (z Houston przez Minnesota)                | Memphis                       |
| 2     | 41    | Tyshawn Taylor         | PG      | Stany Zjednoczone    | Portland Trail Blazers                                            | Kansas                        |
| 2     | 42    | Doron Lamb             | SG      | Stany Zjednoczone    | Milwaukee Bucks                                                   | Kentucky (So.)                |
| 2     | 43    | Mike Scott             | PF      | Stany Zjednoczone    | Atlanta Hawks (z Phoenix)                                         | Uniwersytet Wirginii (Sr.)    |
| 2     | 44    | Kim English            | SG      | Stany Zjednoczone    | Detroit Pistons (z Houston)                                       | Missouri (Sr.)                |
| 2     | 45    | Justin Hamilton        | C       | Stany Zjednoczone    | Philadelphia 76ers                                                | Louisiana State               |
| 2     | 46    | Darrius Miller         | SF      | Stany Zjednoczone    | New Orleans Hornets (z Dallas przez Washington)                   | Kentucky (Sr.)                |
| 2     | 47    | Kevin Murphy           | SG      | Stany Zjednoczone    | Utah Jazz                                                         | Tennessee Tech (Sr.)          |
| 2     | 48    | Kostas Papanikolau     | PF      | Grecja               | New York Knicks                                                   | Olympiakos (Grecja)           |
| 2     | 49    | Kyle O’Quinn           | C       | Stany Zjednoczone    | Orlando Magic                                                     | Norfolk State (Sr.)           |
| 2     | 50    | İzzet Türkyılmaz       | PF      | Turcja               | Denver Nuggets                                                    | Banvit B.K. (Turcja)          |
| 2     | 51    | Kris Joseph            | PF      | Kanada               | Boston Celtics                                                    | Syracuse (Sr.)                |
| 2     | 52    | Ognjen Kuzmić          | C       | Bośnia i Hercegowina | Golden State Warriors (z Atlanta)                                 | CB Axarquía (Hiszpania)       |
| 2     | 53    | Furkan Aldemir         | PF      | Turcja               | Los Angeles Clippers                                              | Galatasaray (Turcja)          |
| 2     | 54    | Tornike Szengelia      | PF      | Gruzja               | Philadelphia 76ers (z Memphis)                                    | Spirou Charleroi (Belgia)     |
| 2     | 55    | Darius Johnson-Odom    | SG      | Stany Zjednoczone    | Dallas Mavericks (z L.A. Lakers, oddany do L.A. Lakers)           | Marquette (Sr.)               |
| 2     | 56    | Tomislav Zubčić        | PF      | Chorwacja            | Toronto Raptors (z Indiana)                                       | Cibona Zagrzeb (Chorwacja)    |
| 2     | 57    | İlkan Karaman          | PF      | Turcja               | Brooklyn Nets (z Miami)                                           | Pınar Karşıyaka (Turcja)      |
| 2     | 58    | Robbie Hummel          | PF      | Stany Zjednoczone    | Minnesota Timberwolves (z Oklahoma City)                          | Uniwersytet Purdue (Sr.)      |
| 2     | 59    | Marcus Denmon          | PG      | Stany Zjednoczone    | San Antonio Spurs                                                 | Missouri (Sr.)                |
| 2     | 60    | Robert Sacre           | C       | Kanada               | Los Angeles Lakers (z Chicago przez Milwaukee i Brooklyn)         | Gonzaga (Sr.)                 |

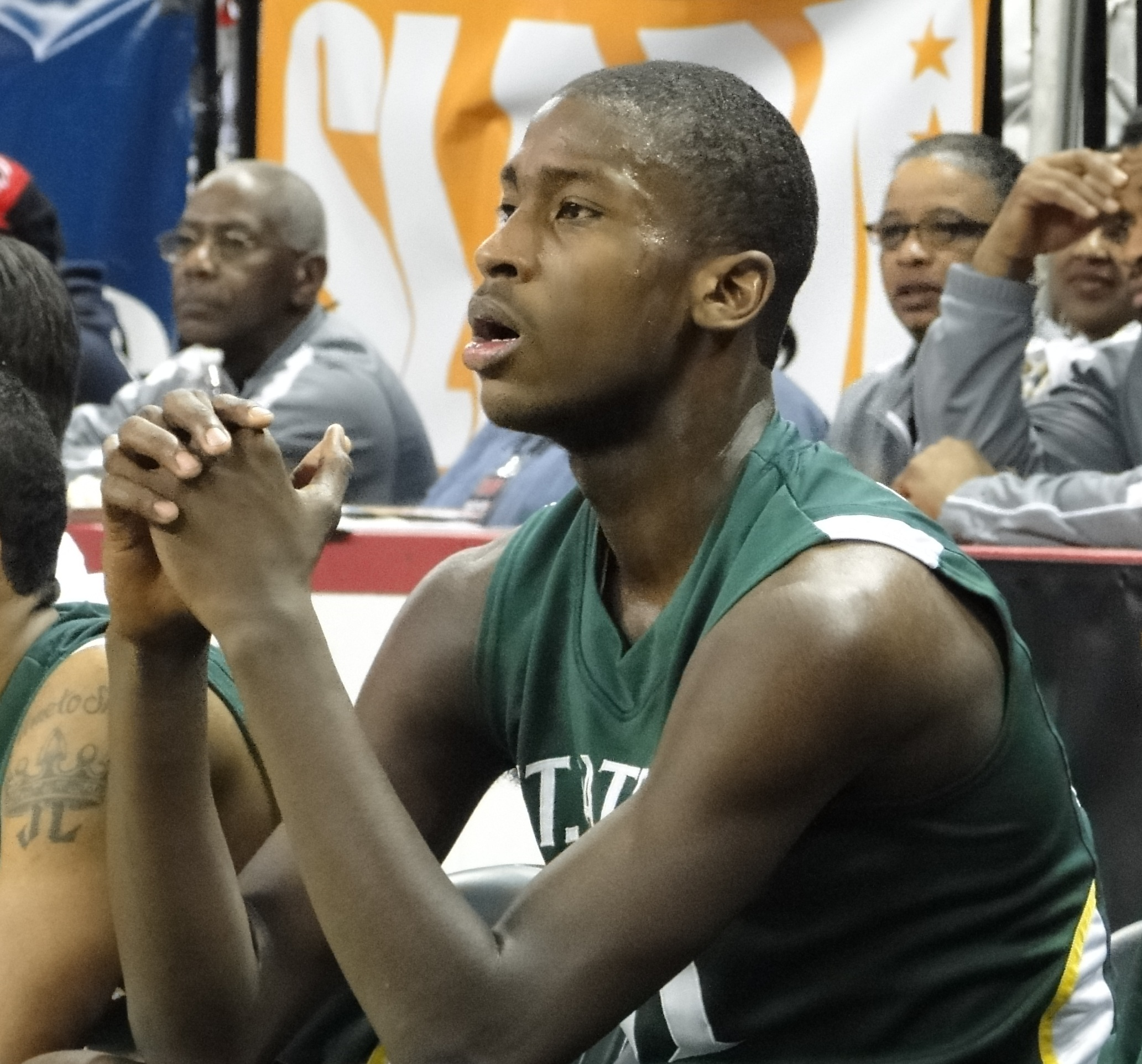
Michael Kidd-Gilchrist wybrany z drugim numerem przez Charlotte Bobcats.
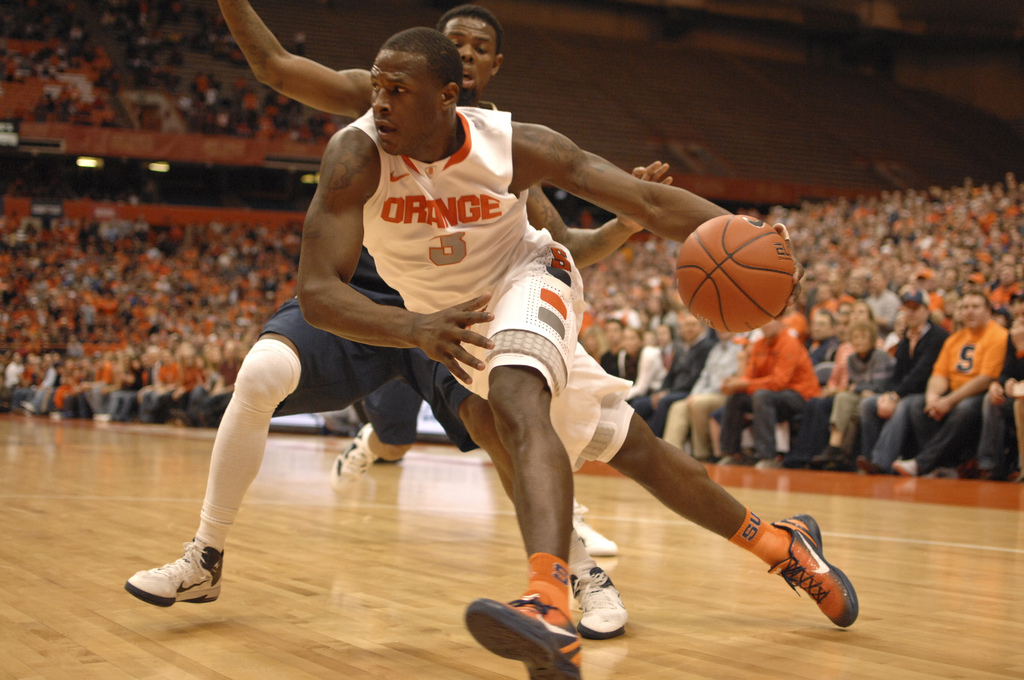
Dion Waiters wybrany z czwartym numerem przez Cleveland Cavaliers.
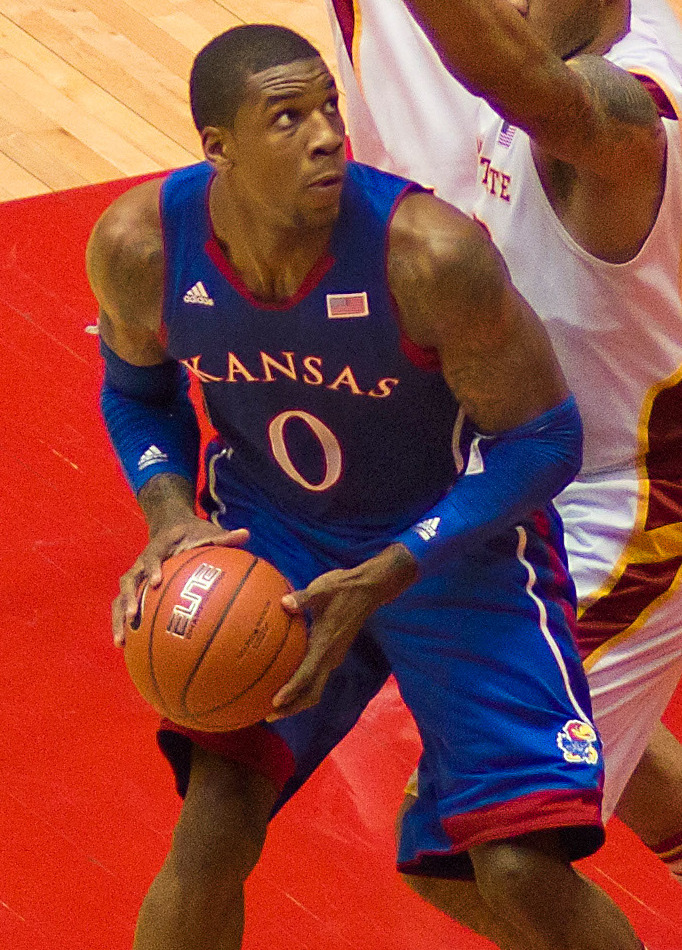
Thomas Robinson wybrany z piątym numerem przez Sacramento Kings.
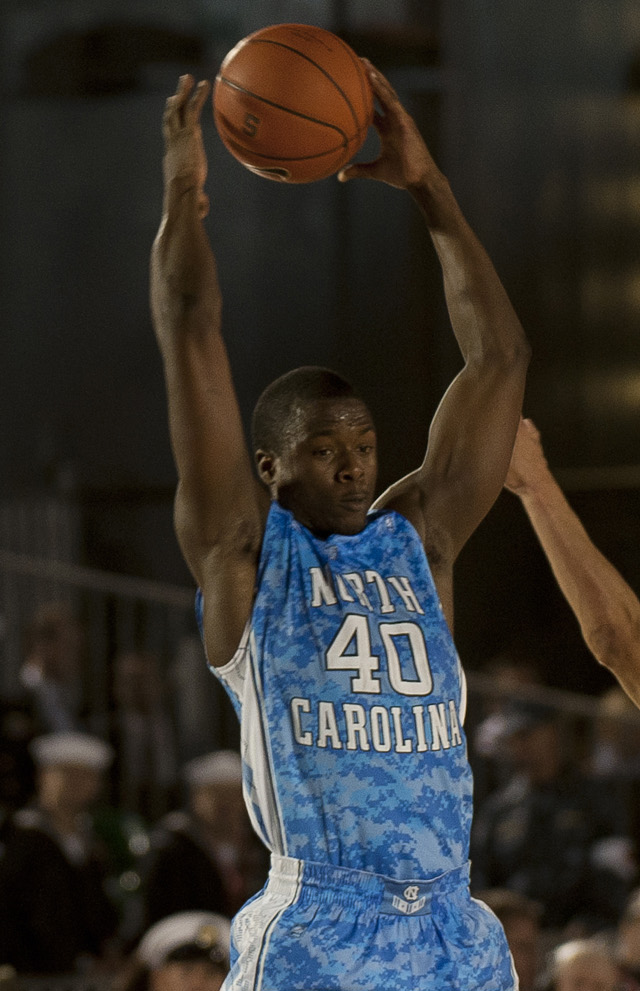
Harrison Barnes wybrany z siódmym numerem przez Golden State Warriors.
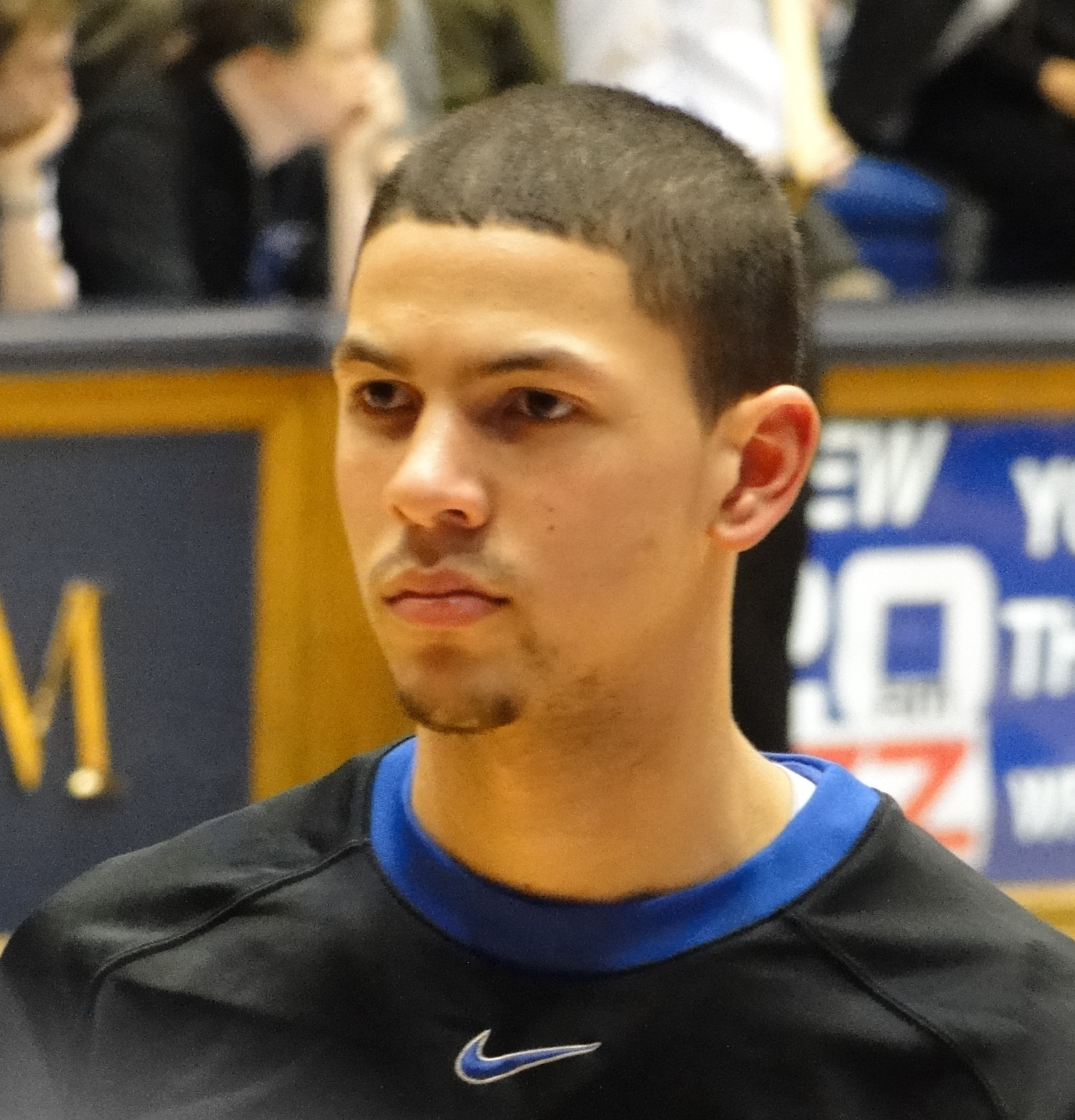
Austin Rivers wybrany z dziesiątym numerem przez New Orleans Hornets.
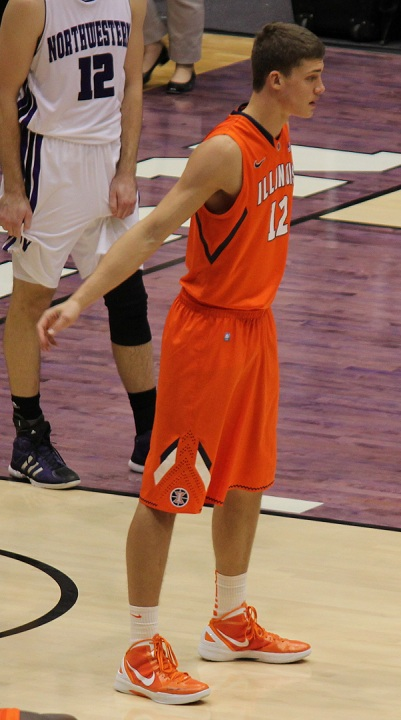
Meyers Leonard wybrany z jedenastym numerem przez Portland Trail Blazers.
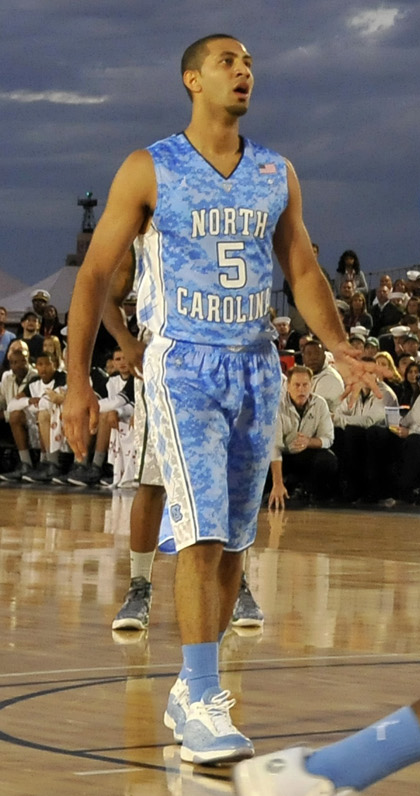
Kendall Marshall wybrany z trzynastym numerem przez Phoenix Suns.

## Wymiany związane z draftem
Wszystkie wymiany dotyczące wyborów w drafcie.
- 27 czerwca 2012 – Houston Rockets oddają do Milwaukee Bucks Samuela Dalemberta i 14 wybór w drafcie, otrzymując w zamian 12 wybór w drafcie Jona Brockmana, Jona Leuera i Shauna Livingstona[15].
- 26 czerwca 2012 – Houston Rockets oddają do Minnesota Timberwolves Chase Budingera oraz prawa do Li’ora Elijjahu, otrzymując w zamian wybór w pierwszej rundzie draftu[16].
- 20 czerwca 2012 – New Orleans Hornets oddają do Washington Wizards Trevora Arizę oraz Emeka Okafora, otrzymując w zamian Rasharda Lewisa oraz wybór w drugiej rundzie draftu[17].